# Gębice (Gostyń)
Pour les articles homonymes, voir Gębice.
Gębice (prononciation : [ɡɛmˈbit͡sɛ]) est un village polonais de la gmina de Pępowo dans le powiat de Gostyń de la voïvodie de Grande-Pologne dans le centre-ouest de la Pologne.
Il se situe à environ 3 kilomètres au sud-ouest de Pępowo (siège de la gmina), à 16 kilomètres au sud de Gostyń (siège du powiat) et à 74 kilomètres au sud de Poznań (capitale régionale).

## Histoire
Gembitz fait partie de 1815 à 1887 de l'arrondissement de Kröben puis jusqu'en 1920, de l'arrondissement de Gostyn, dans le district de Posen de la province de Posnanie.
De 1975 à 1998, le village faisait partie du territoire de la voïvodie de Leszno.

Depuis 1999, Gębice est situé dans la voïvodie de Grande-Pologne.